# برنارد جوزيف ماكلولين
برنارد جوزيف ماكلولين (بالإنجليزية: Bernard Joseph McLaughlin)‏ هو كاهن كاثوليكي أمريكي، ولد في 19 نوفمبر 1912 في بوفالو في الولايات المتحدة، وتوفي في 5 يناير 2015 في توناواندا في الولايات المتحدة.